# Jef van den Bosch
Jef van den Bosch (* 17. Januar 2001) ist ein belgischer Eishockeyspieler, der seit 2017 bei HYC Herentals in der belgisch-niederländischen BeNe League spielt.

## Karriere
Jef van den Bosch begann seine Karriere als Eishockeyspieler bei HYC Herentals, für die er bereits als 16-Jähriger in der belgisch-niederländischen BeNe League debütierte. 2019 gewann er mit HYC die BeNe League. 2018, 2019 und 2020 wurde er mit dem Verein belgischer Meister sowie 2019 und 2020 auch Pokalsieger.

## International
Für Belgien nahm van den Bosch im Juniorenbereich an den U18-Weltmeisterschaften der Division III 2018 und der Division II 2019, als er zum besten Spieler seiner Mannschaft gewählt wurde, sowie der U20-Weltmeisterschaft der Division II 2020 teil.
Mit der Herren-Nationalmannschaft spielte van den Bosch erstmals bei der Weltmeisterschaft der Division II 2022.

## Erfolge und Auszeichnungen
- 2018 Belgischer Meister mit HYC Herentals
- 2018 Aufstieg in die Division II, Gruppe B, bei der U18-Weltmeisterschaft der Division III, Gruppe A
- 2019 Gewinn der BeNe League mit HYC Herentals
- 2019 Belgischer Meister und Pokalsieger mit HYC Herentals
- 2020 Belgischer Meister und Pokalsieger mit HYC Herentals

## BeNe League-Statistik
(Stand: Ende der Spielzeit 2022/23)